# جاكي بيتس
جاكي بيتس (بالإنجليزية: Jackie Bates)‏ هو لاعب كرة قدم أمريكية أمريكي، ولد في 12 أكتوبر 1986.

## وصلات خارجية
- جاكي بيتس على موقع مرجع كرة القدم المحترفة.كوم (الإنجليزية)